# Conioscinella inconspicua
Conioscinella inconspicua är en tvåvingeart som först beskrevs av Becker 1916.  Conioscinella inconspicua ingår i släktet Conioscinella och familjen fritflugor. Inga underarter finns listade i Catalogue of Life.